# Nona Sobo
Mariona Soley i Bosch, més coneguda pel nom de Nona Sobo, nascuda l'any 2000 a Tailàndia, és una actriu i model catalana.
Va créixer a la localitat de Caldes de Montbui, a la comarca del Vallès Oriental, prop de Barcelona. Va començar com a model a Catalunya.
És especialment coneguda pel seu paper a la sèrie de televisió Entrevías, emesa per la cadena Netflix a partir del 2022, thriller d'èxit internacional. La sèrie està ambientada al barri d'Entrevías, a Madrid. Actua el paper d'Irene, néta de Tirso (interpretat pel actor espanyol José Coronado) i xicota de Nelson (interpretat pel jove actor colombià Felipe Londoño).